# Anguita
Anguita – gmina w Hiszpanii, w prowincji Guadalajara, w Kastylii-La Mancha, o powierzchni 127,22 km². W 2011 roku gmina liczyła 215 mieszkańców.